# 朱清时
朱清时（1946年2月7日—），男，四川彭州人，中国物理化学家，中国科学院院士，第三世界科学院院士，中国科学技术大学第七任校长（1998年－2008年），南方科技大学首任校长（2009年-2014年）。

## 生平

### 早年
朱清时为明朝皇室后裔，明太祖朱元璋第十一子蜀王朱椿第二十世子孙。朱清时家族自明亡后辗转定居于彭县白鹿场乡，为当地望族。
朱清时父母均为四川彭州人，父亲朱穆雍先后毕业于彭州中学和华西协和大学，朱清时为其第三子。
朱清时早年先后就读于成都金花街小学和成都十三中（成都华西中学）。1968年毕业于中国科学技术大学近代物理系。

### 研究经历
朱清时院士自1970年代中期开始从事激光分离同位素研究，用激光光压偏析法分离锂同位素取得成功。1980年代以后，在激光光谱学、分子高振动态的实验和理论研究中，取得一系列一流的研究成果。1990年代中期，在中国科学技术大学创建中国科学院选键化学重点实验室，开展了对单分子化学的研究，并取得了一些重要进展。近几年来，他大力倡导“绿色化学研究”，创建中国科学技术大学“生物质洁净能源实验室”。朱清时院士曾于1994年获海外华人物理学会亚洲成就奖和学术杂志《光谱化学学报》（Spectrochimica Acta）设立的汤普孙纪念奖、安徽省2000年度重大科技成就奖等多项奖。朱清时还荣获日本创价大学名誉博士学位。
2008年4月23日，《南方周末》刊发题为“‘高校评估该停了’专访中科大校长朱清时”的报道，引起了广泛关注。
2008年9月25日上午，中共中央组织部副部长李建华同志在中国科学技术大学教授干部大会上宣布，国务院任命侯建国为中国科学技术大学校长（副部长级）。由于年龄原因，朱清时不再担任校长职务。
2009年3月，被深圳市南方科技大学校长遴选委员推荐为校长第一候选人。
2009年9月10日，朱清时接受聘书，成为南方科技大学首任校长，被社会各界寄予高等教育改革厚望。
2014年9月1日，退休，不再担任南方科技大学校长。

## 荣誉
英国皇家化学学会会士（FRSC）。

## 社会兼职
中国化学会常务理事、中国科学技术史学会副理事长，第八、九届全国人大代表、第十届全国政协委员。

## 教育贡献及影响力
朱清时以科学家的实验精神探索中国高教改革的出口，在担任中国科学技术大学校长期间，抵制全国性的圈地、扩招大潮，说出“我对（中）科大主要的贡献，不是做了什么，而是没有做什么”这般有力度的话，被舆论称作“中国最牛大学校长”。担任南方科技大学校长期间，向教育部提出自授文凭和学位的愿景，理想是建一所能回答“钱学森之问”的大学。
据了解，在朱清时离任后，其担任过校长的两所高校均己完全摒弃朱清时的教育理论和实践。目前，中科大和南科大均进入高速扩张发展阶段，社会名誉也显著增加。

## 佛教宣传
2000年之后，朱清时的思想中宗教尤其是佛教的成分日渐增加。其著作《东方科学文化的复兴》 认为“以‘整体论’为指导的东方科学思想将成为第二次科学革命的灵魂”。他主张“复杂性科学观”，认为中医学是“科学性之谜的钥匙”。2003年8月，他在与友人刘正成谈话时提及西藏的达隆活佛可以“（几个月中）……就连这些东西都不吃了。吃石头磨成的粉，闻周围野花的气味，就能够吸收营养。”他认为这种辟谷是“佛教的这种修炼其实是两千多年来人类做的一种实验：心理的活动产生了生理上的巨大变化。这种变化在过去的自然科学，包括医学和心理学都无从解释。” 对此新语丝网站专辟了“朱清时迷信事件”专栏；中国科大BBS上有不少学生声讨朱清时。
2009年3月8日，发表《物理学步入禅境：缘起性空》的宣传佛教演讲，认为当代物理学弦理论就是佛教的缘起性空观点，“科学家千辛万苦爬到山顶时，佛学大师已经在此等候多时了！”